# Còlit formiguer muntanyenc
El còlit formiguer muntanyenc (Myrmecocichla monticola) és una espècie d'ocell de la família dels muscicàpids (Muscicapidae) pròpia de l'Àfrica austral. Es troba a les muntanyes i roquissars del sud i oest de Namíbia, l'oest d'Angola, Eswatini, Lesotho i Sud-àfrica. El seu estat de conservació es considera de risc mínim.